# マーケット・トレンド
マーケット・トレンドは、ラジオNIKKEIで2020年3月31日まで放送されていた、投資情報ラジオ番組である。生放送である。東京商品取引所提供。

## 概要
2004年12月21日スタート。初代キャスターは小原隆子、小原キャスターの退任後、大橋ひろこ、山本郁による複数キャスター体制に変更された。月 - 木曜は、日替わりのコメンテーターが、それぞれの専門分野や経済を軸とした時流の話題を解説。一時期の金曜日は毎回ゲストを迎えて、経済に限らず、さまざまな話題を取り上げていた。
番組開始以来、東京・銀座8丁目のラジオNIKKEIサテライトスタジオ「TOCOM SQUARE」（トコム・スクエア）で公開生放送されてきたが、同所の閉館に伴い、2009年4月1日からは、ラジオNIKKEI本社スタジオからの放送となる。
2016年5月9日からは、日本橋堀留町の東京商品取引所TOCOMスクエア内サテライトスタジオからの公開放送となった。2020年3月31日をもって15年3カ月の番組が終了した。

## 放送時間
- ラジオNIKKEI第1放送／インターネット・ライブストリーミング[3]／ケータイ ライブ1[4]
月 - 金曜日 17:30 - 17:45（生放送、祝日・年末年始は休止） ※ 2004年12月21日 -  2016年3月31日
月 - 金曜日 18:00 - 18:15（生放送、祝日・年末年始は休止） ※ 2016年4月1日 -  2020年3月31日
生放送終了後、同局ホームページでのオンデマンド再生や、ポッドキャスティングでも聴取することが出来る。

## 出演者

### キャスター
- 山本郁（月曜日。2008年7月28日 -2020年3月31日[1] ）
- 大橋ひろこ[5]（火・水・木曜日。2008年7月30日 - 2020年3月31日[1]）
- 辻留奈（金曜日。2017年10月6日 - 2020年3月31日[1]）

### レギュラーコメンテーター
- 日本経済新聞編集委員（月曜。週代わりで1名）
- 野尻美江子（ファイナンシャル・プランナー。毎週火曜　2010年4月6日 - 2014年3月25日　月曜ゲスト　2014年4月 - ）
- オーバルネクストアナリスト（水曜。先物取引の情報ベンダーから、アナリストが週替わりで1名。2009年4月1日 - ）
- 岡安盛男（レグザムフォレックス合同会社代表取締役。毎週金曜　2014年4月3日 - ）
- 東京商品取引所役職員など（毎週木曜　2011年10月6日 -2014年3月27日　毎週火曜　2014年4月1日 - ）

### 過去の出演者
- 小原隆子[2]（初代キャスター、月 - 金曜。2004年12月21日 - 2008年7月25日）
- 櫻井彩子（木曜日キャスター。2011年10月6日 - 2015年7月30日 ）
- 袰川有希（金曜日キャスター。2015年8月6日 - 2017年9月29日）
- 小川浩子（水曜コメンテーター。当時、月刊誌「あるじゃん」編集長。2004年12月22日 - 2006年3月29日）
- 伊藤洋一（木曜コメンテーター。住信基礎研究所 主席研究員。2005年1月6日 - 2008年12月25日）
- デリバティブジャパン記者（水曜。日刊商品先物情報紙の記者が週代わりで1名。2006年4月5日 - 2009年3月25日）
- 島田知保（火曜。イボットソン・アソシエイツ・ジャパン 月刊「投資信託事情」編集長。- 2010年3月30日）
- 桂畑誠治（木曜コメンテーター欠席時に代理出演。第一生命経済研究所 主任エコノミスト。- 2010年12月16日）
- 門倉貴史（木曜。ＢＲＩＣｓ経済研究所 代表。2009年1月15日 - 2011年3月31日）
- 浜田和幸（木曜。評論家、国際政治学者。2011年4月7日 - 2011年9月29日）
- 甘利重治（木曜。東京工業品取引所 CXプランナー。2011年10月6日 - 2012年9月13日）
- 山岡博士（木曜。東京工業品取引所 市場構造研究所部長。2012年3月29日 - 2012年9月27日）
- 川野辺礼二（木曜。デリバティブ評論家。2012年10月4日 - 2013年3月28日）
- 山下雅弘（木曜。東京商品取引所 農産物・砂糖市場グループ グループ長。2013年4月4日 - 2013年9月26日）